# Joe Locke
Joseph William "Joe" Locke, född 24 september 2003 i Douglas på Isle of Man, är en brittisk skådespelare.
Han är mest känd för sin roll som Charlie Spring i Netflix-serien Heartstopper tillsammans med bland annat Kit Connor och Olivia Colman (2022).

## Uppväxt
Joseph William Locke föddes 24 septemper 2003. Han växte upp i Douglas på Isle of Man. Han gick på Ballakermeen High School. Han berättade för ITV:s This Morning i april 2022 att han studerade för avancerad nivå exam i politik, historia och engelska.
Under gymnasietiden skickade Joe och tre studiekamrater in en petition till regeringstjänstemän för att undersöka möjligheten att ta emot syriska flyktingar till Isle of Man.

## Karriär
Locke deltog i 2020 National Theatre Connections, produktioner vid Gaiety Theatre, och med Kensington Art Centres unga grupp.
2022 började Joe skådespela som Charlie Spring i hans debut-tv-roll i Netflix coming-of-age-serien Heartstopper, en anpassning av webbkomiska och grafiska romanen av samma namn av Alice Oseman. Han valdes av tiotusen andra potentiala skådespelare som var aktuella för rollen under ett öppet castingsamtal. Joe, som var sjutton vid det tillfället när de filmade, spelade en fjorton-femtonåring i ett engelskt pojkgymnasium.

## Personligt liv
Joe kom ut på Instagram när han var tolv år gammal och berättade för sin mamma att han var gay. När han kom fram till att han bara ville vara ute till sin familj men inte världen så tog han bort inlägget. Joe kom ut igen vid femton års ålder. Han har pratat om sina upplevelser med att vara en ung gay man från Isle of Man och parallellerna med Charlie's berättelse i Heartstopper.
Augusti 2022 meddelade Isle of Mans hälsominister Lawrie Hooper att regeringen skulle ändra sitt generella förbud mot homosexuella män att donera blod efter att Joe krävde att den "åldriga" regeln skulle ändras i ett videomeddelande som spelades upp vid öns årliga pride-firande.
2024 spelade Locke i Marvel Studios WandaVision spin-off-TV-serie Agatha All Along för Disney+. Han spelade en gothkaraktär som ursprungligen kallades "Teen", som senare avslöjas för att vara William Kaplan. Samma år tog Locke på sig rollen som Tobias Ragg i musikalen Sweeney Todd: The Demon Barber of Fleet Street på Broadway.